# Baryconus erythrothorax
Baryconus erythrothorax är en stekelart som först beskrevs av Jean-Jacques Kieffer 1905.  Baryconus erythrothorax ingår i släktet Baryconus och familjen Scelionidae. Inga underarter finns listade.